# Jerzy Snopek
Jerzy Snopek (1952. augusztus 3.) – lengyel irodalom- és kultúrtörténész, fordító, diplomata, egyetemi tanár és társadalmi aktivista. A társadalomtudományok habilitált egyetemi tanára. A Lengyel Tudományos Akadémia professor extraordinariusa. Lengyelország budapesti nagykövete (2016–2022).

## Művei
A magyar és a lengyel kultúra különböző korszakait bemutató művek szerzője. Mintegy 400 esszét, kritikát, cikket és disszertációt publikált. Magyarországon mutatta be Śpiący rycerze című, lengyel történeteket és legendákat bemutató kötetét. Több mint húsz magyar verses és prózai kötet fordítója, valamint ő készítette ez Magyarország alaptörvénye lengyel nyelvű változatát.
Kiadott művei:
- Polacy w węgierskiej Wiośnie Ludów 1848-1849 : „Byliśmy z Wami do końca”, István Kovács ; przeł. oraz posł. opatrzył Jerzy Snopek, Warszawa, 1999
- Węgry - Polska w Europie Środkowej: historia - literatura: księga pamiątkowa ku czci profesora Wacława Felczaka / pod red. Antoniego Cetnarowicza, Csaby G. Kissa, Istvána Kovácsa ; [tł. tekstów węg. Jerzy Snopek], Instytut Historii Uniwersytetu Jagiellońskiego, Kraków, 1997
- Węgry: zarys dziejów i kultury, Jerzy Snopek, Warszawa, 2002
- Strażnik pamięci w czasach amnezji: Węgrzy o Herbercie, wyboru dokonał Csaba Gy. Kiss ; przełożył, opracował i wstępem opatrzył Jerzy Snopek, Warszawa, 2008
- Objawienie i oświecenie: z dziejów libertynizmu w Polsce, Jerzy Snopek, Polska Akademia Nauk. Instytut Badań Literackich, Wrocław, 1986

## Magyarul
- Alvó lovagok. Lengyel regék és mondák; vál., összeáll., előszó, jegyz. Jerzy Snopek, ford. Gedeon Márta et al.; Móra, Bp., 1988 (Regék és mondák)